# Деррі Тауншип (округ Міффлін, Пенсільванія)
Деррі Тауншип (англ. Derry Township) — селище (англ. township) в США, в окрузі Міффлін штату Пенсільванія. Населення — 7212 особи (2020).

## Демографія
Згідно з переписом 2010 року, у селищі мешкало 7339 осіб у 3005 домогосподарствах у складі 2058 родин. Було 3243 помешкання
Расовий склад населення:
| - 97,6 % — білих - 0,8 % — азіатів - 0,6 % — чорних або афроамериканців - 0,1 % — корінних американців |

До двох чи більше рас належало 0,7 %. Частка іспаномовних становила 0,7 % від усіх жителів.
За віковим діапазоном населення розподілялося таким чином: 19,9 % — особи молодші 18 років, 56,7 % — особи у віці 18—64 років, 23,4 % — особи у віці 65 років та старші. Медіана віку мешканця становила 46,9 року. На 100 осіб жіночої статі у селищі припадало 92,4 чоловіків;  на 100 жінок у віці від 18 років та старших — 88,7 чоловіків також старших 18 років.
Середній дохід на одне домашнє господарство  становив 50 771 долар США (медіана — 42 313), а середній дохід на одну сім'ю — 58 905 доларів (медіана — 55 173). Медіана доходів становила 43 032 долари для чоловіків та 33 260 доларів для жінок. За межею бідності перебувало 9,4 % осіб, у тому числі 12,7 % дітей у віці до 18 років та 3,2 % осіб у віці 65 років та старших.
Цивільне працевлаштоване населення становило 3069 осіб. Основні галузі зайнятості: освіта, охорона здоров'я та соціальна допомога — 27,1 %, виробництво — 20,7 %, мистецтво, розваги та відпочинок — 10,0 %, роздрібна торгівля — 9,9 %.